# Orbiter (simulateur)
Pour les articles homonymes, voir Orbiteur (homonymie).
 (avril 2013).
Orbiter est un simulateur de vol spatial réaliste, diffusé sous forme de freeware, pour le système d’exploitation Windows, créé par le Dr Martin Schweiger (en), professeur à la University College London.
La première version fut publiée le 27 novembre 2000, et le projet est en continuel développement. La dernière version en date, Orbiter 2016, est diffusée depuis le 30 aout 2016.
Le 27 Juillet 2021, Martin Schweiger publie le code source de la version 2016 sous licence MIT.

## Objectif du simulateur
L’objectif d’Orbiter est d’être un simulateur réaliste plutôt qu’un jeu d'arcade. Le mouvement des planètes, les effets de la gravitation, le vol dans l'espace et dans l’atmosphère sont modélisés avec précision. La physique de l'espace et la mécanique orbitale peuvent rendre le pilotage des engins spatiaux simulés passablement compliqué. L'apprentissage d'Orbiter demande un réel effort, même pour les personnes ayant l’expérience de simulateurs de vols. Heureusement des documentations et tutoriels en français ont été réalisés par des fans et facilitent grandement la prise en main, moyennant une bonne lecture.

## Caractéristiques du simulateur
Orbiter est un simulateur spatial offrant de nombreuses fonctions, en particulier pour manœuvrer un engin spatial. Orbiter permet à l’utilisateur d’explorer le système solaire avec un grand nombre de vaisseaux spatiaux, soit réels comme la navette spatiale, soit fictifs comme le Delta-glider.
Orbiter offre le réalisme nécessaire pour reproduire des vols spatiaux historiques, mais aussi la possibilité de piloter des engins plus futuristes permettant de voyager à travers le système solaire. 
Le moteur d’un vaisseau spatial est défini uniquement par sa puissance et par la quantité de carburant utilisée. Cette souplesse permet de tout simuler, depuis des moteurs conventionnels, jusqu’à des propulseurs nucléaires ou à fusion.
Les voyages sub-orbitaux, orbitaux ou interplanétaires sont également gérés. Les dispositifs d’accostage et d'amarrage, permettent à l’utilisateur d'organiser des rendez-vous avec la station spatiale internationale, ou à un autre vaisseau spatial.
Le système solaire d’Orbiter contient le soleil, huit planètes et les satellites naturels principaux. Pluton, plusieurs dizaines de satellites naturels, les astéroïdes et les comètes ne sont pas inclus d’origine, mais ils peuvent être ajoutés avec des extensions.
Quoiqu’Orbiter contienne une base de données de plus de 100 000 étoiles, elles sont présentes uniquement pour l’affichage, et les voyages interstellaires ne sont actuellement pas possibles. 
Puisqu'il emploie la physique newtonienne, le voyage à une vitesse supérieure à la lumière est possible, mais sans aucun des effets qui seraient constatés dans la réalité. Les limites pour la vitesse et la distance au soleil sont inconnues, mais des expériences montrent que le programme devient moins stable lorsqu’un engin spatial se déplace à plusieurs ordres de grandeur de la vitesse de la lumière.

## Interface pour le pilotage
L’interface habituelle pour le pilotage consiste en deux écrans MFD (Multi-function display) et un écran HUD (Head-Up Display). Chacun présente plusieurs modes de fonctionnement. Toutes les commandes peuvent être envoyées depuis le clavier. Le système d’interface donne une vue claire, tout en fournissant les informations nécessaires au pilotage. 
Le simulateur peut également être enrichi avec des écrans de contrôles et des instruments additionnels, y compris des cockpits virtuels en trois dimensions ou des panneaux d’instruments en deux dimensions. Certains permettent au joueur d’utiliser la souris pour interagir avec les panneaux. Ils autorisent pour certains astronefs des systèmes de contrôles plus complexes et adaptés à chaque appareil. L’emploi d’un cockpit virtuel permet au joueur de bénéficier de la vue en perspective d’un pilote et d’améliorer le sentiment d’immersion.

## Distribution standard d’Orbiter
La distribution standard d’Orbiter inclut les astronefs et les stations spatiales suivantes :
- Engins spatiaux réels :
  - Navette spatiale Atlantis (équipée du RMS)
  - Station spatiale Mir
  - Station spatiale internationale
  - Télescope spatial Hubble
  - Module Long Duration Exposure Facility (LDEF)
- Engins spatiaux fictifs :
  - Delta-glider : Avion spatial à 5 places. Tout comme la navette spatiale, il possède un bouclier thermique sur sa face inférieure. La partie avant de ce bouclier s'ouvre pour laisser accès au sas. Il est propulsé par deux réacteurs principaux à l'arrière et par trois « hover engines » en dessous. Une propulsion scramjet est maintenant disponible.
  - Shuttle-A : Cargo spatial opérant en orbite. Il n'est techniquement pas prévu pour les rentrées atmosphériques. Il peut transporter 6 chargements équipés de parachutes. Il possède un sas à l'avant et 2 propulseurs auxiliaires orientables.
  - Shuttle-PB : Petite navette monoplace équipé de deux "hover engines" et d'un moteur principal. Ses performances sont exagérées, car elle est censée contenir énormément de carburant.
  - Dragonfly : Appareil de construction spatiale. Il ne possède pas de propulseur principal et ne se sert que de son système RCS. Il est le plus réaliste des vaisseaux du simulateur, car ses ressources électriques, son oxygène et son carburant peuvent être gérés. Il n'est pas conçu pour la rentrée dans l'atmosphère.
  - Lunar Wheel station : Station spatiale circulaire basée sur le style de la Station V de 2001, l'Odyssée de l'espace (Stanley Kubrick, 1968). Elle tourne sur elle-même pour assurer une gravité sur les côtés de la roue. Elle possède un port d'arrimage au centre, comme dans le film.
  - Carina : Satellite de l'ESA utilisé comme cargaison pour la navette spatiale. Il ne peut pas être contrôlé.

## Extensions d’Orbiter
Orbiter a attiré un grand nombre de personnes, qui ont manifesté leur intérêt sur plusieurs forums et sites de dépôts d'extensions. En effet, bien que les sources du simulateur ne soient pas publiées, une interface de programmation (API) permet aux utilisateurs d'Orbiter de contribuer au perfectionnement de la simulation par la création d’extensions. 
Ainsi un très grand nombre d'extensions sont disponibles. On y trouve des bases de lancement, des astéroïdes, des planètes ou des lunes, des engins de toutes les époques et pour toutes les nations, des instruments d'aide à la navigation spatiale et des textures pour améliorer celles déjà existantes. Parmi les addons les plus célèbres, on peut trouver des utilitaires tels que UMMU (gestion des astronautes) ou UGCO (gestion de la cargaison), des vaisseaux dont les vaisseaux de la société fictive Altea Aerospace ou des améliorations des vaisseaux par défaut comme le Delta-Glider 4 ou les navettes spatiales.
Avec ce simulateur, les passionnés de l’espace peuvent retrouver, avec une bonne précision, les missions historiques, depuis Mercury jusqu’aux missions Apollo, la navette spatiale et au-delà.

## Histoire

### Orbiter 2001[2]
La première version du simulateur (010503) remonte en l'an 2001. Dans cette version, les modèles des vaisseaux sont assez simplistes mais l'environnement spatial est complètement reproduit. Dans cette version, un seul scénario est inclus et deux vaisseaux sont jouables. Le DeltaGlider et le Shuttle-A.

### Orbiter 2002[2]
La version 2002 (020419) accueillera le premier « launcher », permettant de choisir entre plusieurs scénarios. La navette spatiale Atlantis fera sa première apparition. Les modèles commencent à être modélisés mais les textures sont manquantes sur certains objets, tels que l'ISS ou le Deltaglider. Les textures des différents vaisseaux sont disponibles en téléchargement à part.

### Orbiter 2003[2]
La version 2003 (031105) accueille quelques modifications comme l'ajout du vaisseau Dragonfly et l'ajout des MFD (Multi Fonctionnal Display). Les modules sont aussi ajoutés.

### Orbiter 2005[2]
Cette version d'Orbiter (050116) ressemble beaucoup à la version actuelle. Les textures des vaisseaux sont maintenant dans la version de base. Les cockpits sont modélisés et visitables. Les commandes sont aussi changés et sont les mêmes que celles en place dans les dernières versions.

### Orbiter 2006[2]
La version 2006 d'Orbiter (060929) est la version probablement la plus jouée et elle est encore utilisée par certains utilisateurs pour ses nombreux add-ons qui ne sont pas compatibles avec les versions plus récentes. De nombreux mods sont encore disponibles en téléchargement sur orbithangar.com

### Orbiter 2010[2]
Orbiter 2010 (100830) est la dernière version officielle disponible (qui n'est pas une bêta ou version test). Elle est encore téléchargeable sur le site web officiel. Tous les add-ons développés récemment sont compatibles ou créés exclusivement pour Orbiter 2010.
Peu différente de la version 2006, elle ajoute des textures HD et des meilleurs modèles 3D.

### Orbiter 2016 (Nommé 2014, 2015 et ensuite 2016)
Peu différente des versions 2006 et 2010 niveau simulation, elle apporte quand même son lot de changements. Les textures de sol sont de meilleure qualité, et le relief a été ajouté sur certaines planètes et lunes. De plus, contrairement aux précédentes versions, l'eau est maintenant simulée graphiquement et n'est plus une simple texture bleue. Le HUD a été entièrement retravaillé même si les différents éléments sont toujours à des positions similaires. Le système d'orientation à la surface a été retravaillé. Les vaisseaux peuvent maintenant rester en différentes positions. Le simulateur ne retournera plus le vaisseau afin qu'il soit replacé en position normale.
Cette version passe en open source le 27 Juillet 2021.